# Bobbin

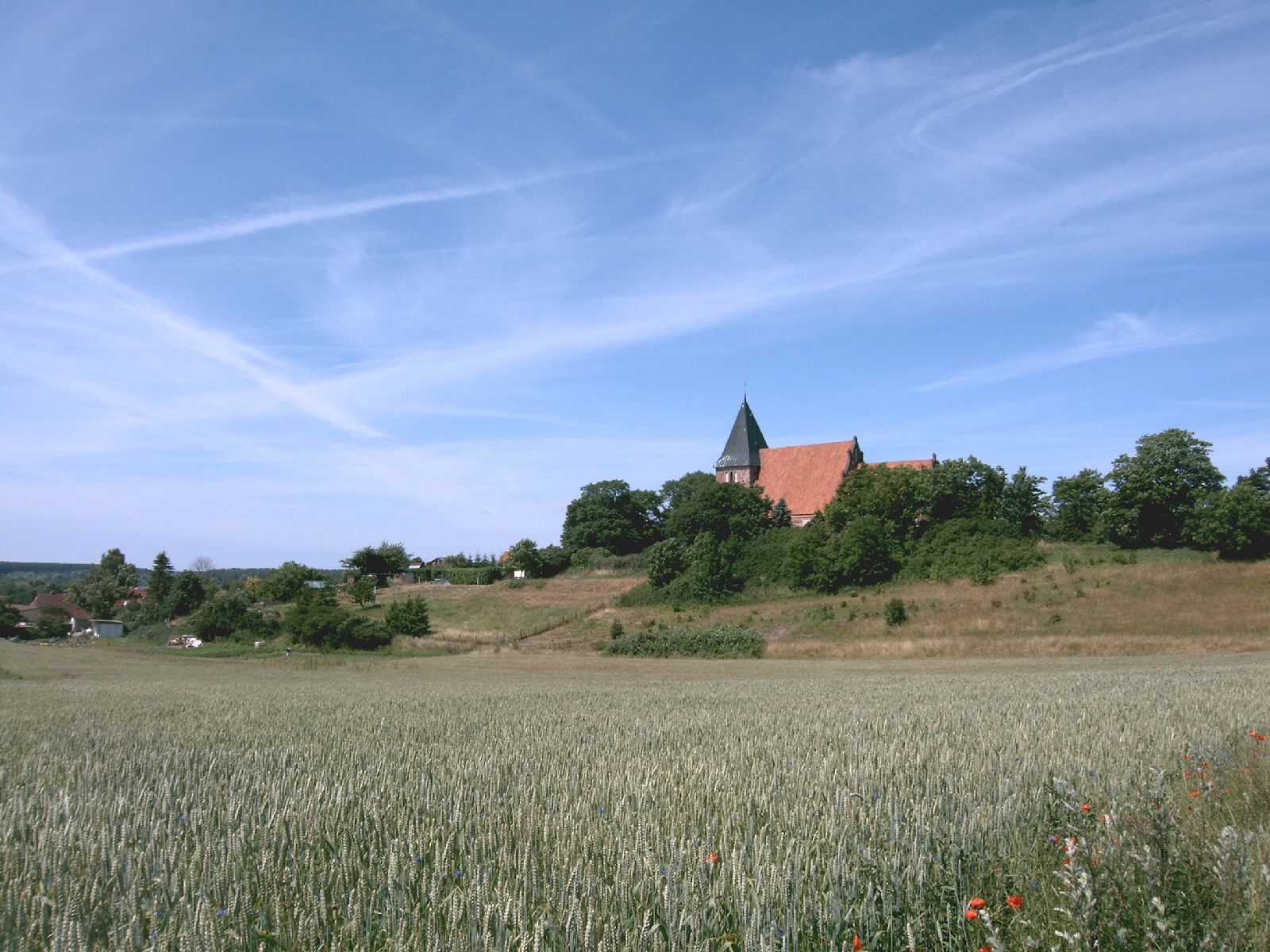
Blick von Süden auf das Oberdorf Bobbins

Bobbin ist ein Ortsteil der Gemeinde Glowe im Osten der Insel Rügen im Landkreis Vorpommern-Rügen in Mecklenburg-Vorpommern.

## Geographie

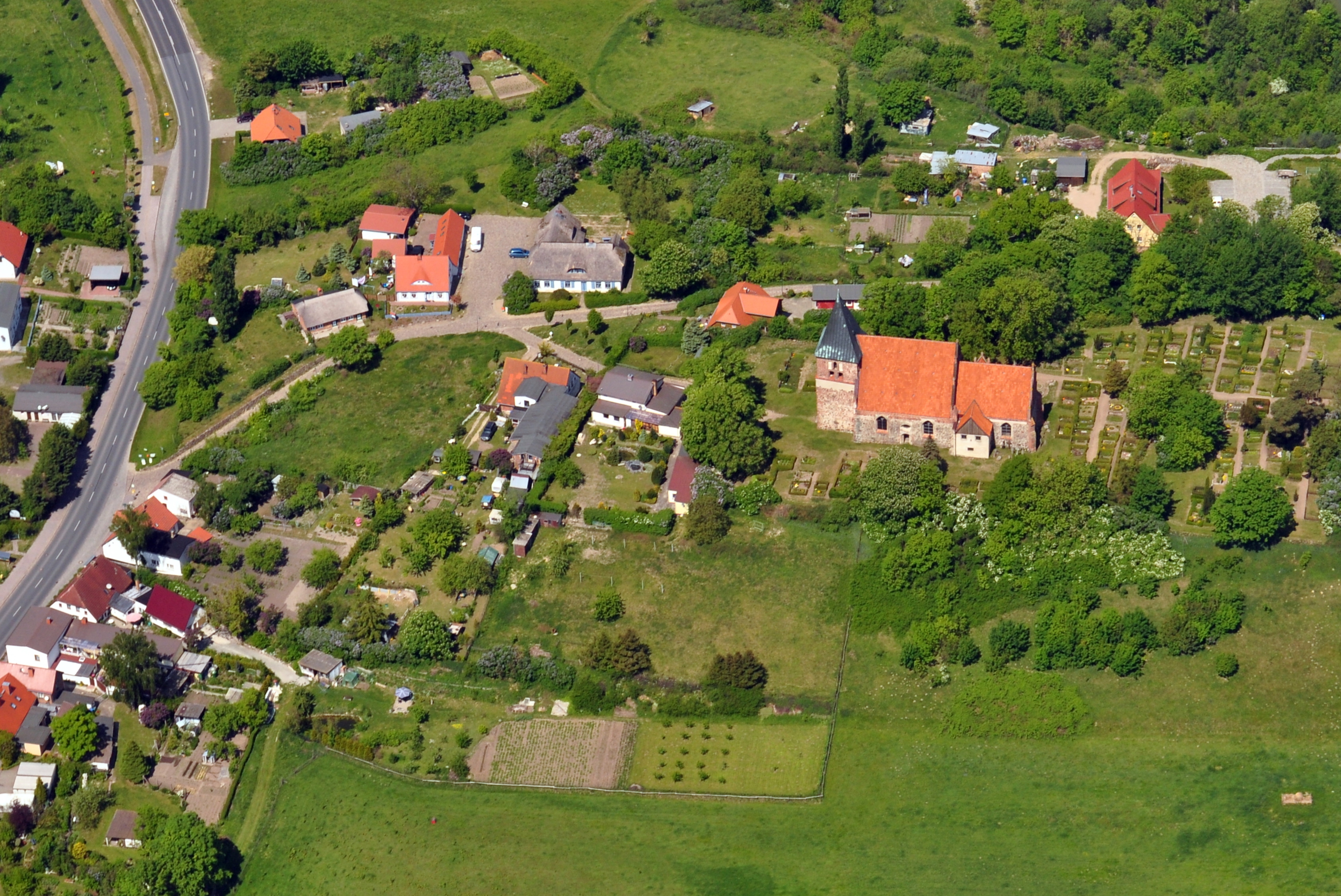
Bobbin (2011)

Der Ort liegt in unmittelbarer Nähe des 60 Meter hohen Tempelberges, der eine Aussicht über den westlich gelegenen Großen Jasmunder Bodden bietet. An klaren Abenden kann man Leuchttürme der Insel Hiddensee und von Kap Arkona sehen. Nördlich des Bobbiner Oberdorfs befindet sich eine Kiesgrube, deren trockener Bereich von Sanddorn bewachsen ist. Die Umgebung wird überwiegend landwirtschaftlich benutzt.

## Geschichte

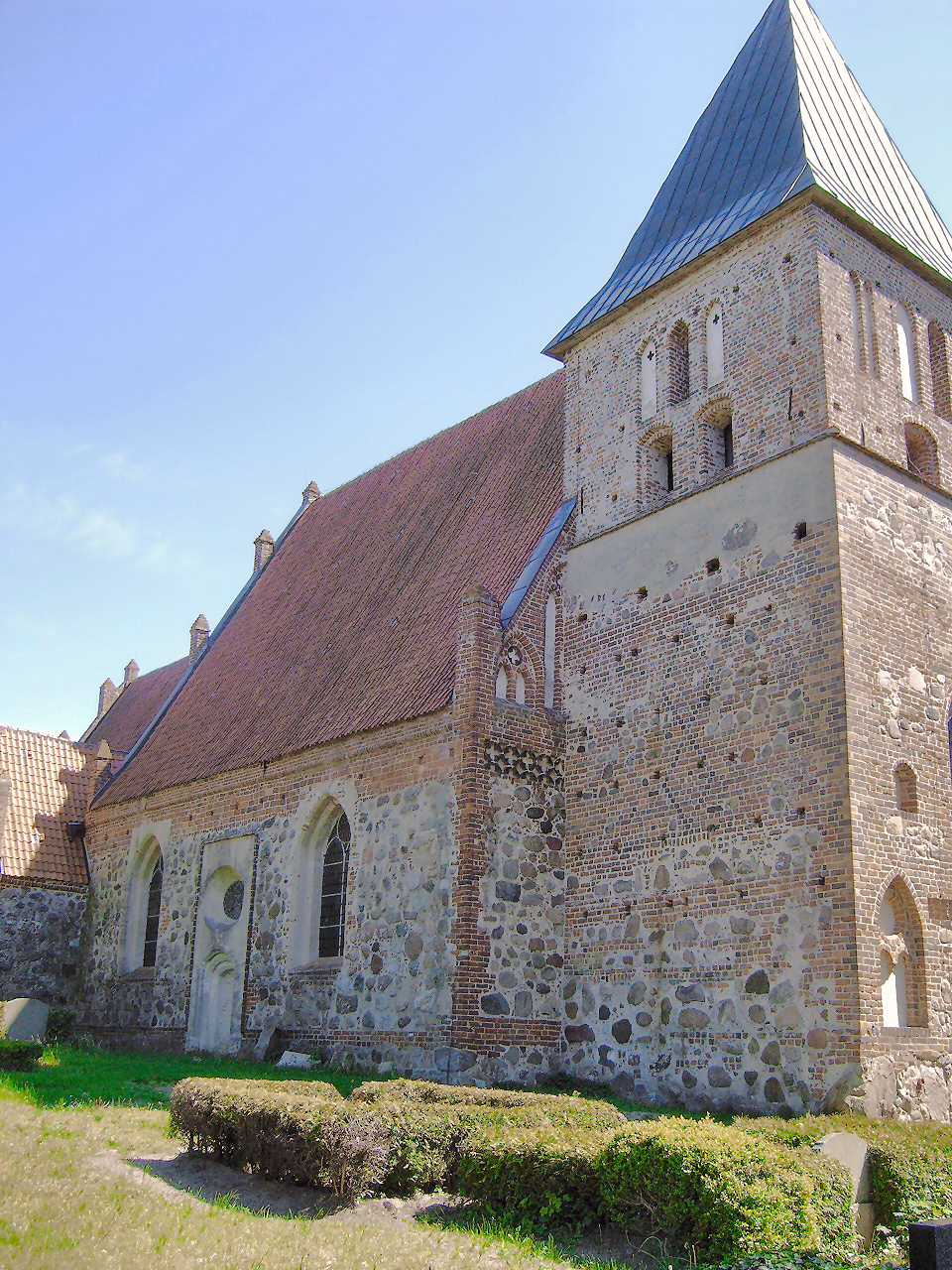
Die St.-Pauli-Kirche Bobbin

Bei Bobbin befand sich in slawischer Zeit ein Tempel. Zu vermuten ist, dass er durch eine hölzerne kleine Burganlage geschützt wurde. Aufgegeben und zerstört wurde diese Anlage vermutlich um 1168 während des Feldzuges der Dänen unter Waldemar I. gegen die Ranen.
Der Ort Bobbin wurde im Jahr 1250 erstmals urkundlich erwähnt. Die Gegend war dann bis 1326 Teil des Fürstentums Rügen und danach des Herzogtums Pommern. Mit dem Westfälischen Frieden von 1648 wurde Rügen und somit auch das Gebiet von Bobbin ein Teil von Schwedisch-Pommern. Im Jahr 1815 kam Bobbin als Teil von Neuvorpommern zur preußischen Provinz Pommern.
Nach der Wende wurde ab 1992 der kleine Ortskern mit Hilfe der Städtebauförderung gründlich saniert.
Seit 1818 gehörte Bobbin zum Kreis bzw. Landkreis Rügen. Nur in den Jahren von 1952 bis 1955 war es dem Kreis Bergen zugehörig. Der Ort gehörte danach bis 1990 zum Kreis Rügen im Bezirk Rostock und wurde im selben Jahr Teil des Landes Mecklenburg-Vorpommern. Der seit 1990 wieder so bezeichnete Landkreis Rügen ging 2011 im Landkreis Vorpommern-Rügen auf.

## Sehenswürdigkeiten
- Die auf einer Anhöhe liegende Kirche St. Pauli ist die einzige erhaltene Feldsteinkirche auf der Insel Rügen und wurde um 1400 fertiggestellt. Die Backsteinformteile stammen aus dem 15. Jahrhundert. Auf dem Friedhof befindet sich ein Gruftbau aus dem Jahre 1782. 56 erhaltene Grabwangen stammen aus den Jahren 1755 bis 1884.
- Ebenfalls sehenswert ist das nahegelegene Schloss Spyker.
- Seit dem Jahr 2008 existiert auf einem ehemaligen Militärgelände in der Nähe von Schloss Spyker bei Bobbin das Dinosaurierland Rügen. Es zeigt über einhundert lebensgroße Modelle aus der Saurierzeit.